# Lepša
Lepša (rusky Лепша) je řeka v Archangelské oblasti v Rusku. Je 168 km dlouhá. Povodí má rozlohu 1680 km².

## Průběh toku
Na středním toku protéká přes řadu mělkých jezer. Ústí zprava do Moši (povodí Oněgy).

## Vodní stav
Zdrojem vody jsou převážně sněhové srážky. Zamrzá v říjnu a rozmrzá v dubnu. Pak až do května dosahuje nejvyšších vodních stavů. K povodním dochází I na podzim.

## Využití
Je splavná pro vodáky.